# Christelle Brua
Pour les articles homonymes, voir Brua.
Christelle Brua, née le 10 juillet 1977 à Sarrebourg (Moselle), est une pâtissière française.
Après avoir été élue meilleur pâtissier de l'année en 2009, elle devient la première femme à être sacrée « meilleure pâtissière de restaurant du monde » en 2018.

## Enfance et formation
Christelle Brua est la fille d'un père cadre dans une enseigne de produits laitiers (UNICOOLAIT Sarrebourg) et d'une mère aubergiste. Après l'obtention d'un bac littéraire, elle effectue son apprentissage en Moselle par un CAP en cuisine et pâtisserie suivi d'un BEP en cuisine. En 1998, elle est élue Meilleur apprenti de la région à 21 ans.

## Carrière

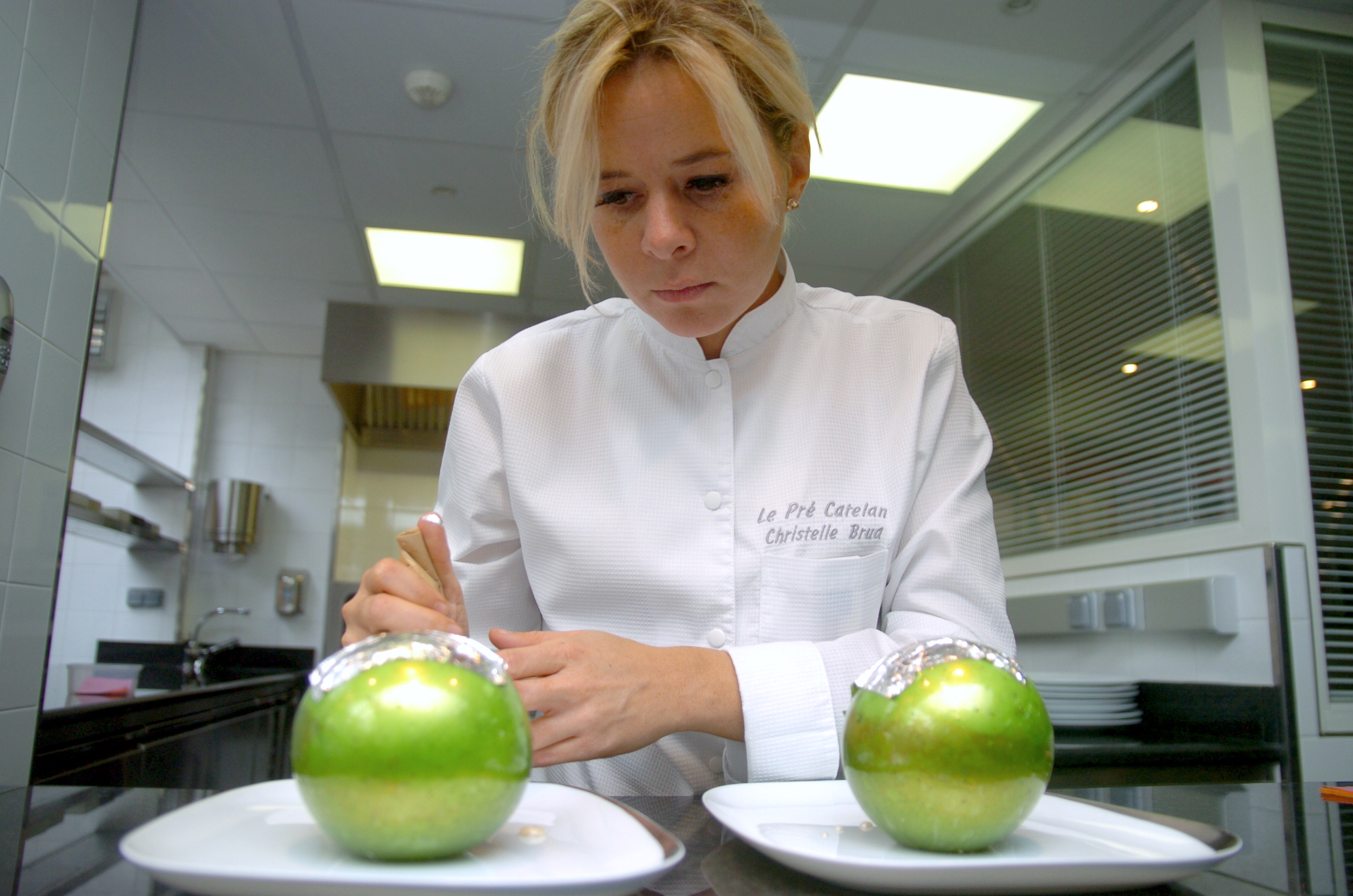
Christelle Brua, le 07 octobre 2008 dans la cuisine du Pré Catelan à Paris.

Elle commence sa carrière professionnelle en 1998 au restaurant L'Arnsbourg de Jean-Georges Klein en tant que chef de partie en pâtisserie, et ce pendant quatre ans. À l'époque où elle occupe ce poste, le restaurant obtient sa troisième étoile au Guide Michelin.
En 2000, elle rencontre Frédéric Anton lors d'une réception au George V à Paris, puis intègre en 2003 son restaurant Le Pré Catelan devenant la chef pâtissière de l'établissement. Elle obtient en 2009 le titre de Meilleur pâtissier de l'année par Le Chef et en 2014 par le guide Gault & Millau. Elle est alors une des rares femmes en France à obtenir ce titre et la seule, avec Jessica Préalpato, à être chef pâtissière d'un restaurant trois étoiles. 
Le 9 octobre 2018 à Marrakech, elle est élue meilleure pâtissière de restaurant au monde par l'association « Les grandes tables du monde » qui regroupe 174 établissements répartis dans 25 pays sur cinq continents. Selon David Sinapian, le président de l’association, « Christelle Brua a réussi à se créer une identité forte, reconnaissable entre mille, qui inspire aujourd’hui toute une génération de chefs ».
Sa pâtisserie signature qui fait aujourd'hui sa renommée, est la pomme en sucre soufflé, crème glacée caramel, cidre et sucre pétillant,.
Le 6 mai 2019, Frédéric Anton annonce le départ de Christelle Brua après 16 années de collaboration et l'un des plus beaux exemples« de fidélité dans le monde de la restauration », pour rejoindre l’équipe du Meilleur ouvrier de France et chef des cuisines de l’Élysée Guillaume Gomez et y prendre en charge la pâtisserie,,.
Le 3 avril 2023, elle ouvre une chocolaterie, Madame Cacao, à Paris. 
L'idée lui aurait été soufflée par Brigitte Macron. L'entreprise fera plus tard l'objet d'une liquidation financière.

## Télévision
Christelle Brua fait des apparitions en tant qu'invité dans des émissions culinaires, dont la troisième saison de MasterChef sur TF1, la deuxième saison de Qui sera le prochain grand pâtissier ? sur France 2, la sixième saison de Top Chef sur M6, Le Meilleur Pâtissier huitième saison épisode mille et un gâteaux! et dixième saison épisode 2 sur M6, puis Le Meilleur Pâtissier onzième saison épisode 11 : Hollywood, les gâteaux stars

## Distinctions
- 1999 : élue Meilleur apprenti cuisinier de Moselle[13] ;
- 2008 : élue pâtissière de l'année par le Guide Champérard ;
- 2009 : élue Meilleure pâtissière de l'année, par la profession ;
- 2009 : Diplôme du "Club des cent" (à ce jour seules Christelle Brua et Anne-Sophie Pic l'ont reçu) ;
- 2014 : élue Pâtissière de l'année par le Gault et Millau ;
- 2016 : Chevalière de l'ordre du mérite agricole ;
- 2018 : WPS Milan ;
- 2018 : élue Meilleure pâtissière de restaurant du monde par « Les grandes tables du monde ».